# Мінське замчище

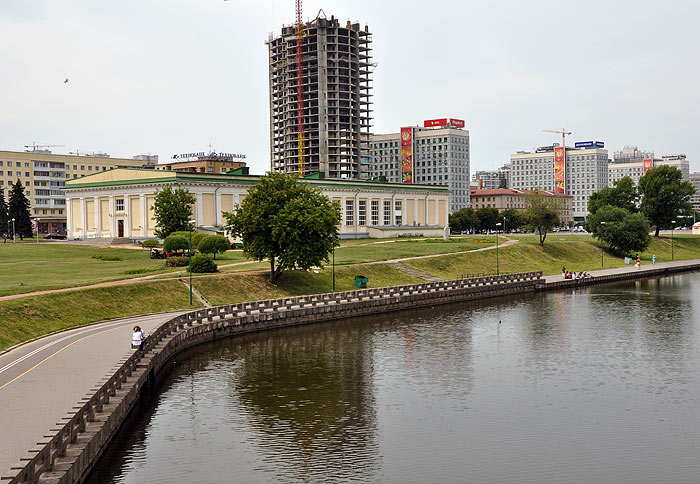
Територія замчища в наш час

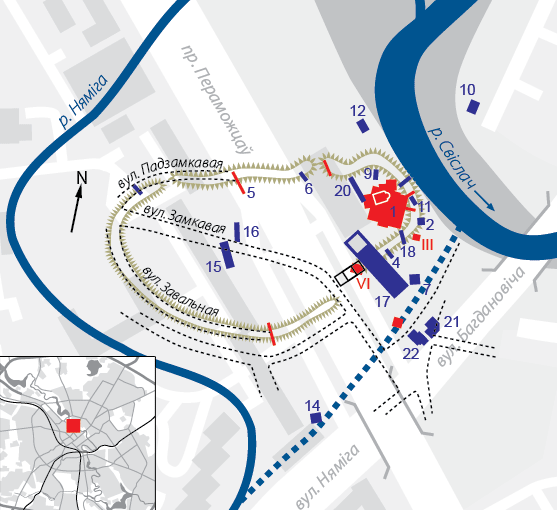
Схема Мінського замчища та місця археологічних розкопок. Пунктирною лінією зображена схема доріг на картах XIX століття. Чорний прямокутник — місце розташування укріплених воріт. Червоним кольором позначені місця та нумерація археологічних розкопок Е. М. Загарульського, фіолетовий — Г. В. Штихова. 1 — зведений розкоп 1946—1961 років; 15 — розкоп 1981—1982 років; 17 — розкоп у котловані станції метро «Неміга» 1984—1986 років; 20 — розкоп 1986 року; 21 — розкоп 1987 року; 22 — розкоп 1988 року (Г. B. Штихов).

53°54′26″ пн. ш. 27°33′05″ сх. д. / 53.907085° пн. ш. 27.551519° сх. д.
Замчище — це історичний район, дитинець давнього Мінська, на базі якого виникло місто і навколо якого воно росло і розвивалося. Розташований біля злиття річок Неміги та Свіслочі. В давнину був оточений валами та дерев'яними укріпленнями Мінського замку.
Мінське замчище існувало в районі теперішньої площі 8 березня . На його території зараз розташовані магазини «Алєся» і «Ромашка», житлові будинки, Палац спорту; проходить проспект Перемоги.

## Історія

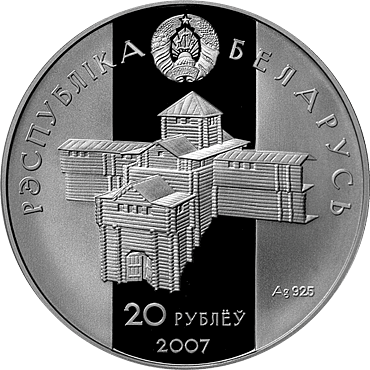
Реконструкція замкової брами на пам'ятній монеті «Гліб Мінський» (2007)

Замок виник у 2 половині XI століття на 2-метровому пагорбі серед низовини правобережної заплави річки Свіслоч і гирла річки Неміга. Був оточений піщано-гравійним валом заввишки близько 8 м, на хребті якого встановлено дерев'яні стіни. З південного боку були ворота. Замок мав форму неправильного овалу. Довжина від Свіслочі до протилежного західного краю 300 м, ширина 120—150 м, площа 3 га. Перша згадка в літописі про Мінськ («Менськ») та «Немізу» 1067 року, а також наявність за 16,7 км від Мінська величезного археологічного комплексу на річці Менка дали підстави для розвитку наукової дискусії про місце первісного Мінська. Цей питання має досить велику історіографію, своїх прихильників та противників. Однак дотепер проблему виникнення міста та можливого його переселення через низку військових, соціальних та економічних причин остаточно не вирішено.

### Історія забудови у XVII—XIXст.

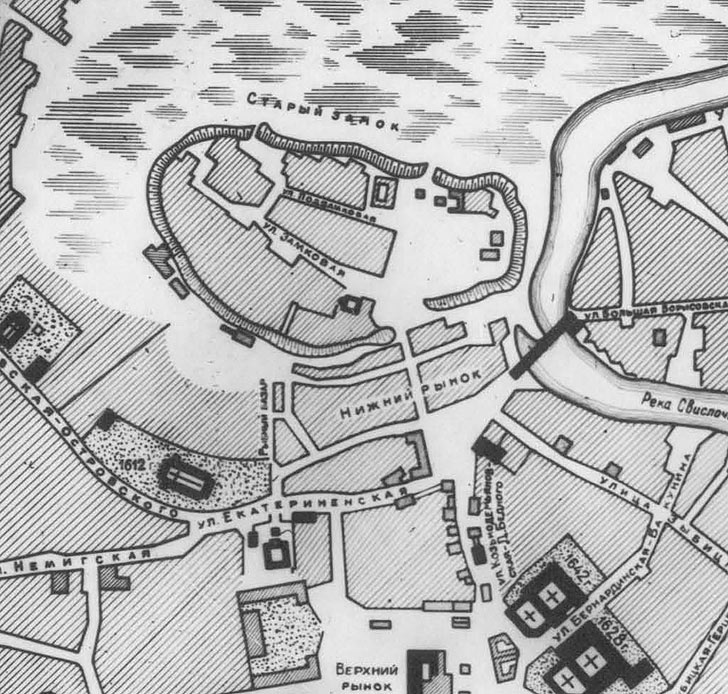
Місце стародавнього замку на плані Мінська 1783 року

Після війни середини XVII століття Мінський замок остаточно втратив своє військове значення і був включений в систему містобудування. Улоговина, що відокремлювала його від сусіднього пагорба, швидко заповнювалась культурним шаром, зокрема розкопаним з інших, вищих ділянок. Незабаром там постала міська забудова. Перевідкладений і новий культурний шар, який швидко розростався, поступово приховував вал замку. В ньому влаштували нові проходи, що відбито на планах 1773 і 1793 років. Судячи з плану міста 1797 року, ці ходи, як і давні, розширилися, зруйнувавши вал. Крім того, за проєктом 1800 року передбачалося будівництво нової вулиці через замчище, для якої мало бути зруйноване укріплення в південно-східній частині. Але цей проєкт не отримав найвищого схвалення.

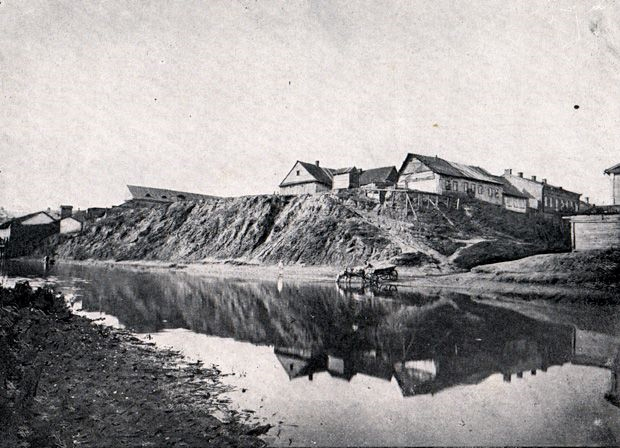
Мінський замок у 1903 році

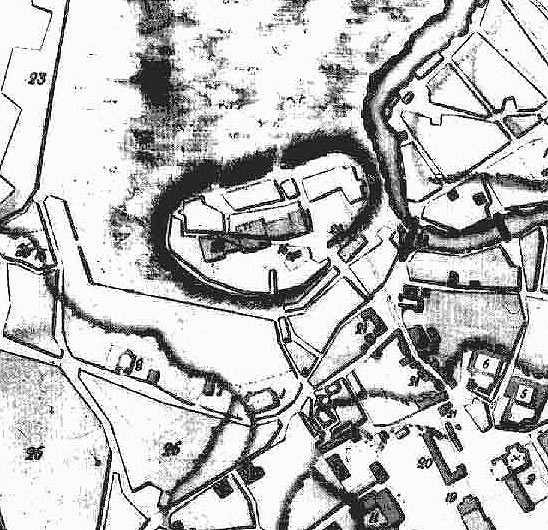
Місце стародавнього замку за планом Мінська 1790 року

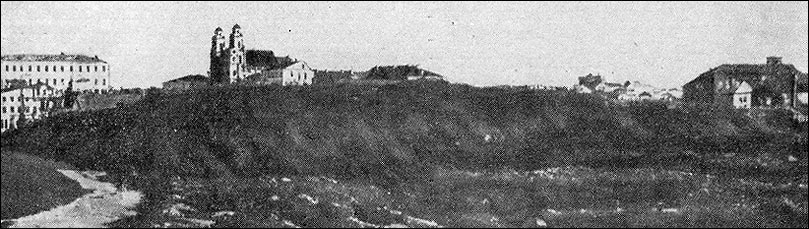
Мінський замок з півночі, XIX ст.

Інший проєктний план 1809 року передбачав будівництво вулиці через замчище, яка продовжувалась за річкою, у Троїцькому передмісті. Як наслідок, вал мав бути вирізаний на східному та західному краях. І хоча цей план також не було затверджено, деякі роботи за ним проведено: містобудівний план 1810 року фіксує появу на території замчища вулиці, яка перетинала його із заходу на схід, руйнуючи на західному кінці частину валу. Замчище зазнало значних змін через будівельні роботи, передбачені «Планом губернського міста Мінська на 1817 рік», затвердженим 21 лютого 1817 року, які відбито на плані міста 2-ї чверті XIX століття. Ці плани показують, як міське планування та будівництво поступово поглинало укріплення стародавнього дитинця Мінська. Як наслідок, візуально збереглася лише невеличка підвищена частина, що прилягає до берега річки Свіслоч. Саме за нею в другій половині XIX — XX століттях закріпилася назва «замчище».

Місце стародавнього замку на планах Мінська
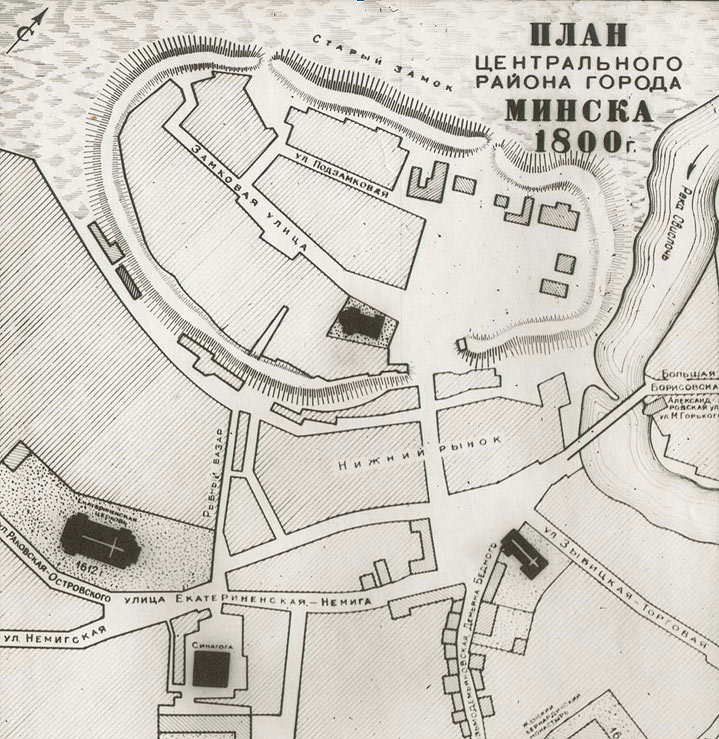
Замчище на плані Мінська 1800 року
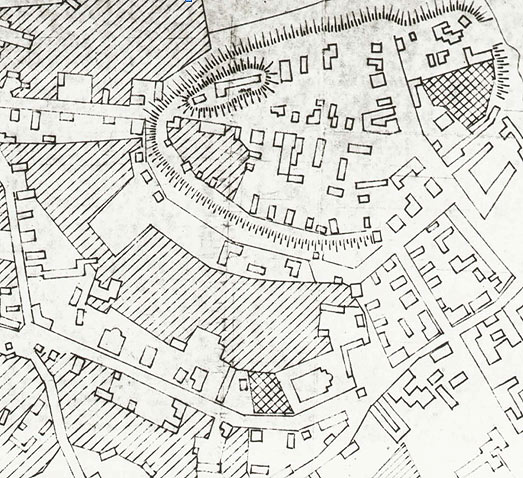
Замчище на плані середини XIX століття
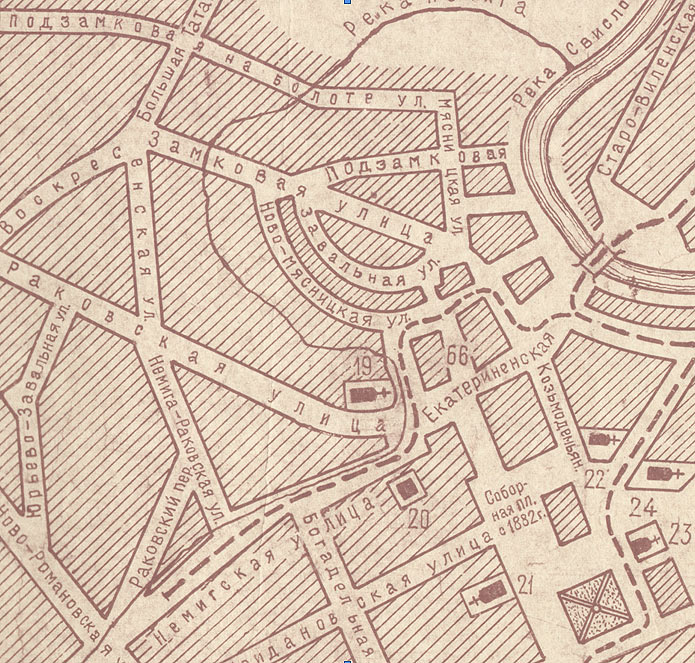
Замчище на плані Мінська 1898 року
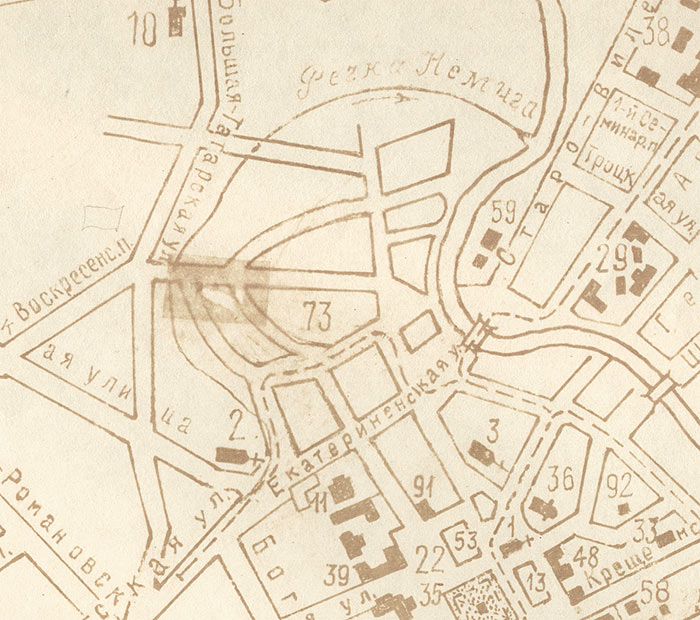
Замчище на плані Мінська 1904 року

 На планах кінця XVIII — XIX ст. сучасну територію замчища перетинає вул. Велика (пізніше Старо-М'ясницька), яка в північному кінці переходила на вулицю Замкову, яка повертала на захід і приблизно за 300 м від Свіслочі фактично змикалася з вулицею Підзамковою, яка фактично утворювала півколо. Вулиця Підзамкова утворена відповідно до проєктного плану 1858 року на місці вирівняного валу. На території східної частини замку утворився квартал, який отримав згідно з адміністративним поділом Мінська наприкінці XIX — на початку XX століття порядковий № 29. На частині світлин та малюнків Мінська кінця ХІХ — початку ХХ століття є зображення частини замку. Найчастіше в кадр потрапляли східна та північна частини замчища, які своїми високими краями (залишками валу) спускалися до річок Свіслочі і Неміги.

На початку ХХ століття Замчище було частиною другої поліцейської частини міста. 

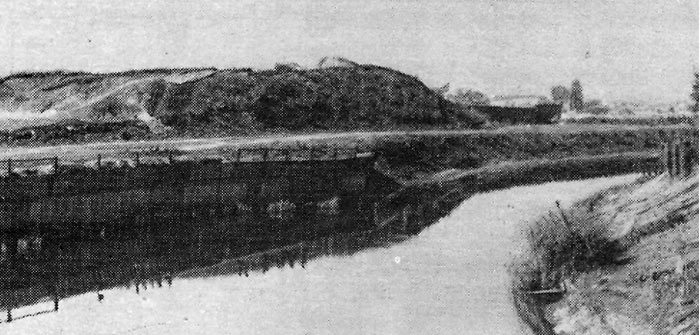
Мінське замчище в XIX столітті.
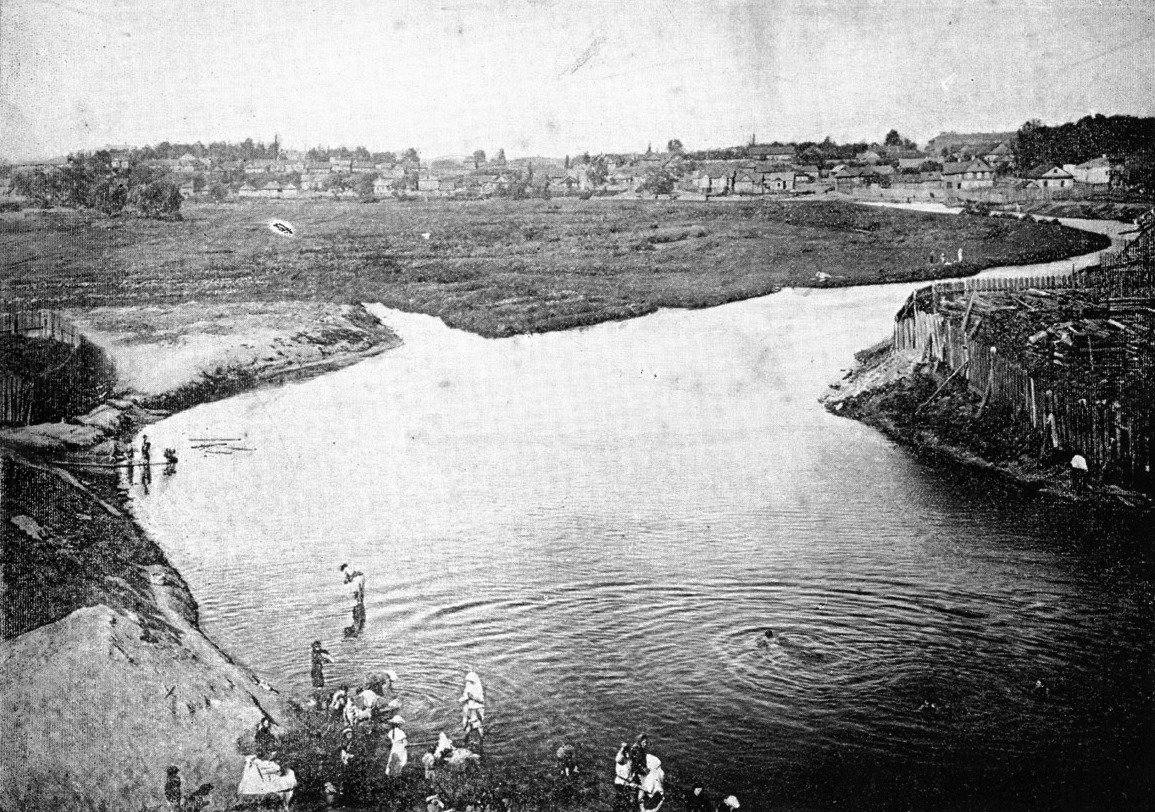
Місце злиття Неміги та Свіслочі біля Замчища, поч. XX століття
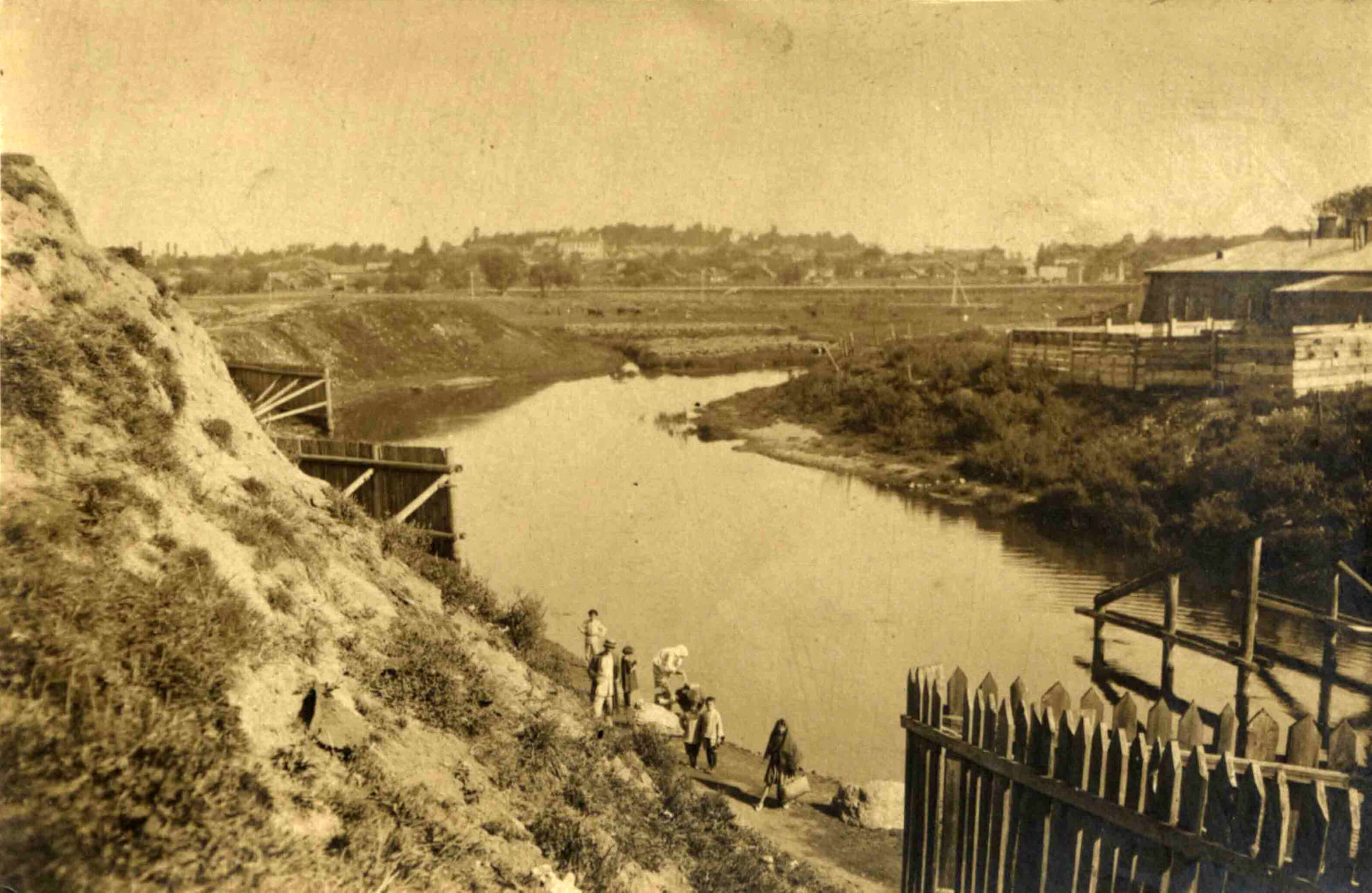
Східний схил Замчища, поч. XX століття
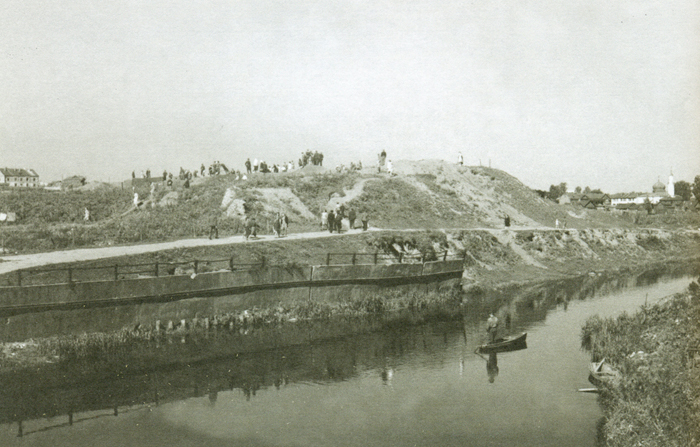
Загальний вигляд, до 1950 року

### Питання локалізації в 20-30-ті роки.

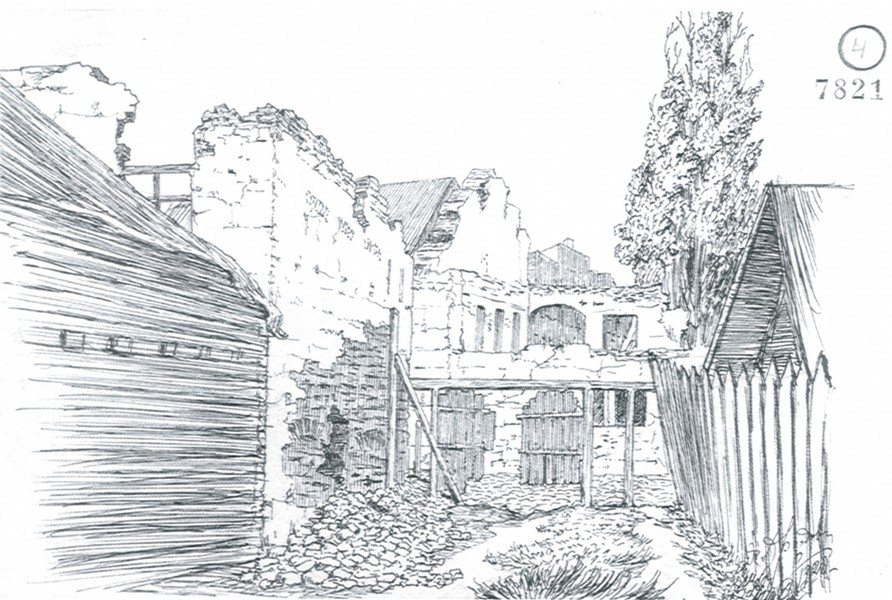
Руїни будинків Манковича на Замковій горі. Й. Дроздович. 1920 рік

Спроби археологічної локалізації стародавнього Мінська робилися від 20-х років XX століття. Однак щільна забудова замчища кам'яними спорудами XIX століття дуже обмежила можливості дослідників. Попри існування письмових свідчень про археологічну старовину Мінська, спроб його топографічного визначення та археологічного вивчення до Другої світової війни майже не робилось.

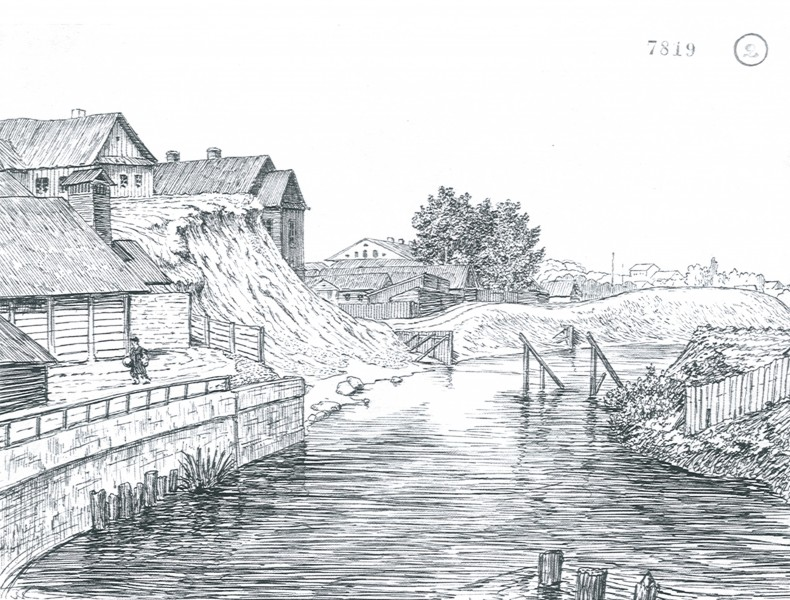
Скеля Замкової гори та прибережна гребля на правому березі річки Свіслоч. Й. Дроздович. 1920 рік

У 1920-30-х роках білоруські археологи переважно зосередилися на пошуку, фіксації археологічних пам'яток кам'яної, бронзової та залізної діб, а археологічні дослідження давніх поселень стародавніх літописних міст проводилися в дуже обмежених масштабах (Полоцьк, Турів, Слуцьк, Орша тощо). Крім того, археологи того часу зовсім не мали досвіду та знань для повного вивчення та інтерпретації знайдених артефактів та залишків споруд у потужних міських шарах. Ситуація ще погіршилася наприкінці 1930-х років, коли практично всіх учених було репресовано.
Крім того, внаслідок активного містобудування та численних земляних робіт, Мінське замчище фактично втратило видимі риси укріпленого поселення і не ідентифікувалося дослідниками у 1920-30-х роках як місце літописного Мінська. Однак Ісак Сербау зазначив, що це місце (замчище) має риси кургану. Але решта східного підвищення замчища була приречена на руйнування генеральним планом міста 1938 року, який, однак, не був реалізований.

### Питання локалізації в 1945— поч. 1950-х років

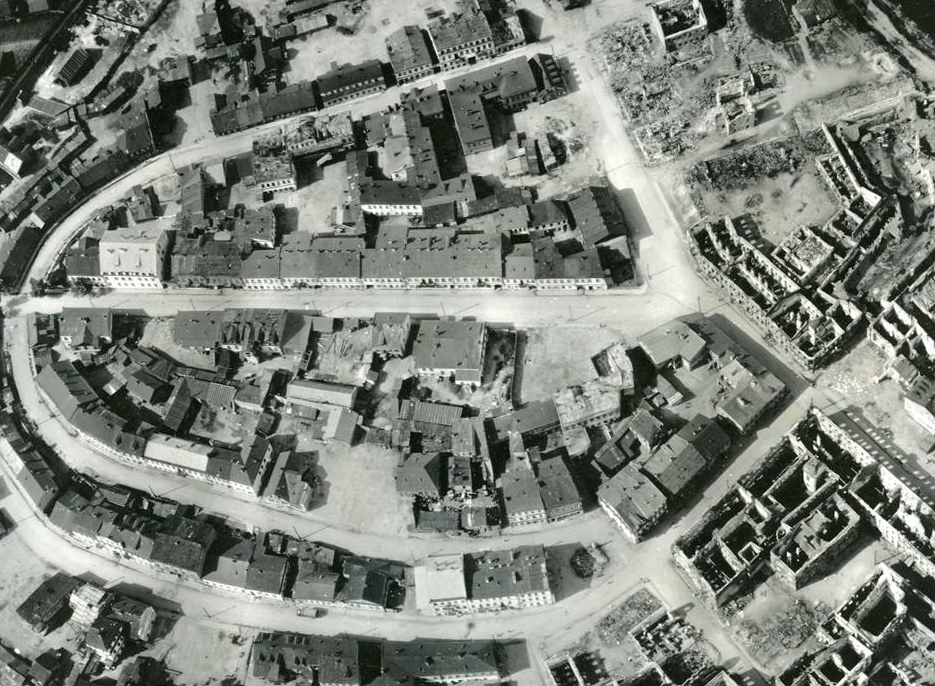
На аерофотознімку від 24 червня 1941 року.

Як свідчить В. Р. Тарасенко, лише після Другої світової війни, коли кам'яні будівлі ХІХ — початку ХХ століття в районі Низького ринку та замчища були сильно зруйновані, археолог К. М. Полікарпович, оглянувши навколишній рельєф у 1945 році, зміг визначити, що ця територія має деякі особливості, які в давнину робили її дуже зручною для розміщення укріпленого поселення.
В 1945 році К. М. Полікарпович зазначив, що від вулиці Татарської на схід до річки Свіслоч тягнеться вузька довга гряда. По обидва боки гряди є ділянки заплави річок Свіслоч та Неміга, частково зайняті луками. В районі вулиці Татарської гряда відокремлена від високого берега долини річки Свіслоч балкою, що являє собою стару долину Неміги. Прилегла до Свіслочі частина гряди (мис) і могла бути, на думку К. М. Полікарповича, місцем давньоруського міста Менеск. Виходячи з цього припущення, відділ археології Інституту істії АН БРСР поставив влітку 1945 року перед інститутом питання про проведення розкопок на Замчищі.
В. Р. Тарасенко зазначив, що археологічні дослідження на Мінському замчищі 1945—1951 років зіткнулися зі значними труднощами. Вся поверхня замчища була вкрита уламками цегли, будівельним сміттям, шматками іржавого заліза та залишками цегляних фундаментів будівель, зруйнованих під час Німецько-радянської війни 1941—1945 років тощо. Також, біля північного краю замчища німці збудували залізобетонний дот, а поперек території Замчища викопали повнопрофільні окопи, що йшли з північного заходу на південний схід. Крім того, вони викопали дві глибокі ями в центральній частині Замчища. В більшій з них розміщувалися зенітні гармати і склад снарядів, а дно викладене битою цеглою.
В. Р. Тарасенко протягом 7 років проводив розкопки на одному з двох пагорбів, розташованих один за одним уздовж правого берега Свіслочі, біля впадіння її в Немігу. Один із цих пагорбів, який називали «замчищем», лежав на південь від старого гирла Неміги і був південно-східним кінцем вищезгаданої гряди. Середня його висота 8,15 м над рівнем Свіслочі. Другий пагорб менших розмірів лежав за 150 метрів на північ від першого і був оточений з усіх боків лугом, за винятком східного боку, прилеглого до Свіслочі.
За його спостереженнями, замчище за межами його західної межі було кінцем мису, що розширюється біля берега Свіслочі. Цей мис височів над навколишньою місцевістю і орієнтований із заходу на схід під прямим кутом до течії річки. Середня ширина цього мису становить близько 30-45 м. На захід і на північ від Замчища територія була лугом-заплавою Свіслочі, навіть у 1940-х роках болотистою, і в давнину, безсумнівно, важко прохідною.
Однак візуально вціліла частина Замчища, прилегла до Свіслочі, була приречена на знищення втіленим у життя генеральним планом 1946 року, згідно з яким через територію дитинця прокладено нову парадну Паркову магістраль столиці (нині проспект Переможців).

### Питання локалізації в 1950-х роках.
Тим часом, як зазначає Е. М. Загорульський, В. Р. Тарасенко хоча й звертав увагу на топонімічні особливості мінських вулиць, проте він не співвідносив їх із конкретною територією певних частин стародавнього Мінська. Саме Е. М. Загорульський ґрунтовно вивчив історичну топографію міста. Він зазначив, що старовинні вулиці (Велика, Замкова, Підзамкова, Завальна) у поєднанні з природним рельєфом окреслюють чітко окреслену і цілісну територію його розташування, з розмірами та формою, характерними для давньої цитаделі.
Так, на планах Мінська 1773, 1793, 1797 років територія замку, або Старого міста, оточена кільцем валів, розірваним в південній частині. Через цей розрив проходила вулиця Велика. Судячи з планів, довжина замку від річки Свіслоч на північному заході становила 270—300 м, ширина в середині до 150 м. Поєднуючи плани XVIII століття з планом цього району до перепланування 1950-60-х років, встановили, що замок охоплював зі сходу на захід ділянку від Свіслочі до вулиць Підзамкової та Завальної. Таким чином, історична площа замку в кілька разів перевищує пагорб, відомий як Мінське замчище, а само замчище було лише невеликою крайнею східною частиною знищеного міською забудовою стародавнього району Мінська.

### Археологічні дослідження в 1957—1961 роках.
Починаючи від 1956 років на місці Замчища почали проводитись масштабні земляні та будівельні роботи, пов'язані як з розробкою фундаментного котлована для будівництва павільйону «Трудові резерви» (Будинок фізкультурника), так і з вирівнюванням поверхні. Внаслідок цих робіт видалено культурні нашарування товщиною 3,0-3,5 м. Через це в 1957 році розкопки Мінського замчища відновились.
Керував розкопками 1957-1961 років Е. М. Загорульський. Топографічні дані розкопок були продовженням досліджень В. Р. Тарасенка і стосувались переважно східної частини дитинця. Площа всіх цих взаємопов'язаних розкопок, які умовно можна назвати розкопками 1957-1961 років, становила 1228 м². Результати цих масштабних робіт, узагальнені дослідником, опубліковано 1982 року в монографії «Походження Мінська» (біл. Узнікненне Мінска). В монографії наведено дані про стратиграфію та хронологію замчища, характер будівель, укріплень та речовий матеріал, що певною мірою компенсує відсутність повної польової документації у фондах Архіву археологічних досліджень Інституту історії Національної академії наук Білорусі.

### Археологічні дослідження 1974—1991 років
Від 1974 року дослідження території замчища стародавнього Мінська починають археологи Інституту історії АН БРСР. Керівником цих робіт найчастіше був Г. В. Штихов.

### Археологічні дослідження 2009 року
У зв'язку з проєктом реконструкції Мінського замчища в 2009 році Археологи Інституту історії НАН Білорусі під керівництвом А. М Медведєва проводили розкопки в південно-західній частині замку.

## Вулиці та площі[3][4]
Головною вулицею в замку, а потім на Замчищі протягом усього періоду його існування до середини XX століття була вулиця Замкова. Вона була найстарішою з усіх вулиць Мінська. Вулиця перетинала замок по діагоналі зі сходу на захід і в першій половині XVI століття її було вимощено. Пізніше вулиця простяглася за вал до перетину з Великою Татарською (нині вулиця Димитрова). 3 південного заходу Замчище огинала вулиця Завальна; з північного заходу — провулок Завальний.
| Поточна назва                 | Початкова назва             | Колишні назви                    |
| Вулиця Замкова                | Вулиця Замкова              |                                  |
| Проспект Переможців           | Паркове шосе                | Проспект Машерова (1980-2005)    |
|                               |                             |                                  |
| Не існує                      | Вулиця Новорізницька        | Вулиця Новом'ясницька (від 1866) |
| Не існує                      | Вулиця Підзамкова на Болоті |                                  |
| Не існує                      | Вулиця Різницька            | Вулиця М'ясницька (від 1866)     |
| Естакада проспекту Переможців | Вулиця Шкільна              |                                  |